# Duo He
Duo He (kinesiska: 垛河, 乳山河) är ett vattendrag i Kina. Det ligger i provinsen Shandong, i den östra delen av landet, omkring 400 kilometer öster om provinshuvudstaden Jinan.
Genomsnittlig årsnederbörd är 730 millimeter. Den regnigaste månaden är juli, med i genomsnitt 224 mm nederbörd, och den torraste är januari, med 14 mm nederbörd.